# سليمان الموسى
سليمان الموسى (1919 - 9 يونيو 2008)، مؤرخ ومؤلف وكاتب أردني. ولد في قرية الرفيد إلى الشمال من مدينة إربد. تلقّى علومه الأولى في كُتّاب القرية ومدرستها، ثم التحق في مدرسة الحصن، وعاش حياة القرية والريف الأردني. وألف ما يصل إلى خمسين كتاباً أبرزها سيرة الشريف الحسين بن علي والأردن في حرب 1948 والثورة العربية الكبرى وتاريخ الأردن في القرن العشرين. وكان المؤلف العربي الأول والوحيد الذي كتب عن لورنس العرب وإظهار المنظور العربي.
كتابه ت. لورانس: وجهة نظر عربية نُشرت عام 1966 وتُرجمت إلى الإنجليزية والفرنسية واليابانية. وقد كتب بعد دراسة أقنعته أنه على الرغم من وجود كتب كثيرة كتبت في مدح لورنس وغيره من الكتب التي كتبت لتشويه سمعته، إلا أن جميعها بالغت في دوره في الثورة العربية وفشلت في إنصاف العرب أنفسهم.

## سيرته

### طفولته

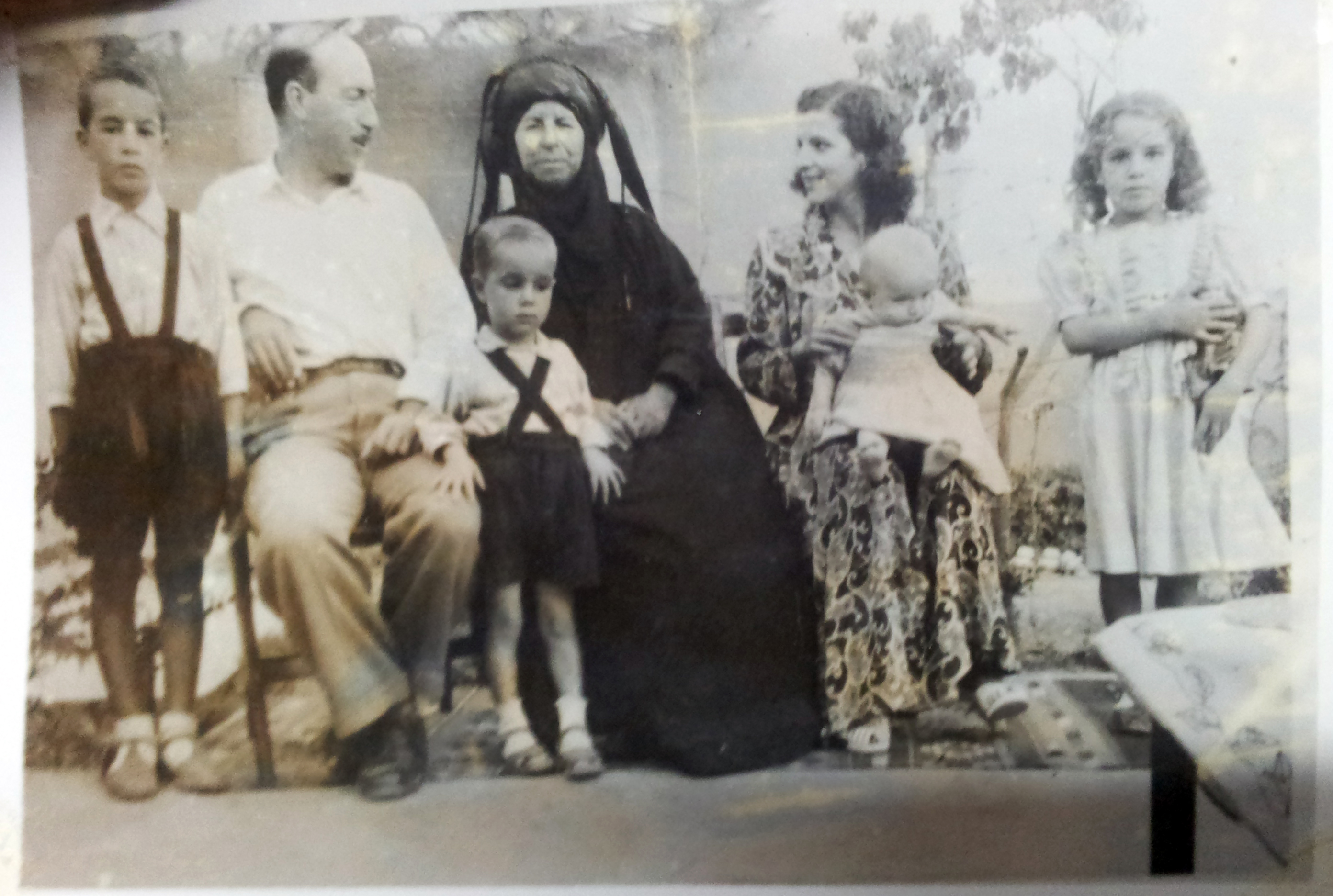
سليمان موسى مع زوجته ووالدته وأولاده عام 1953.

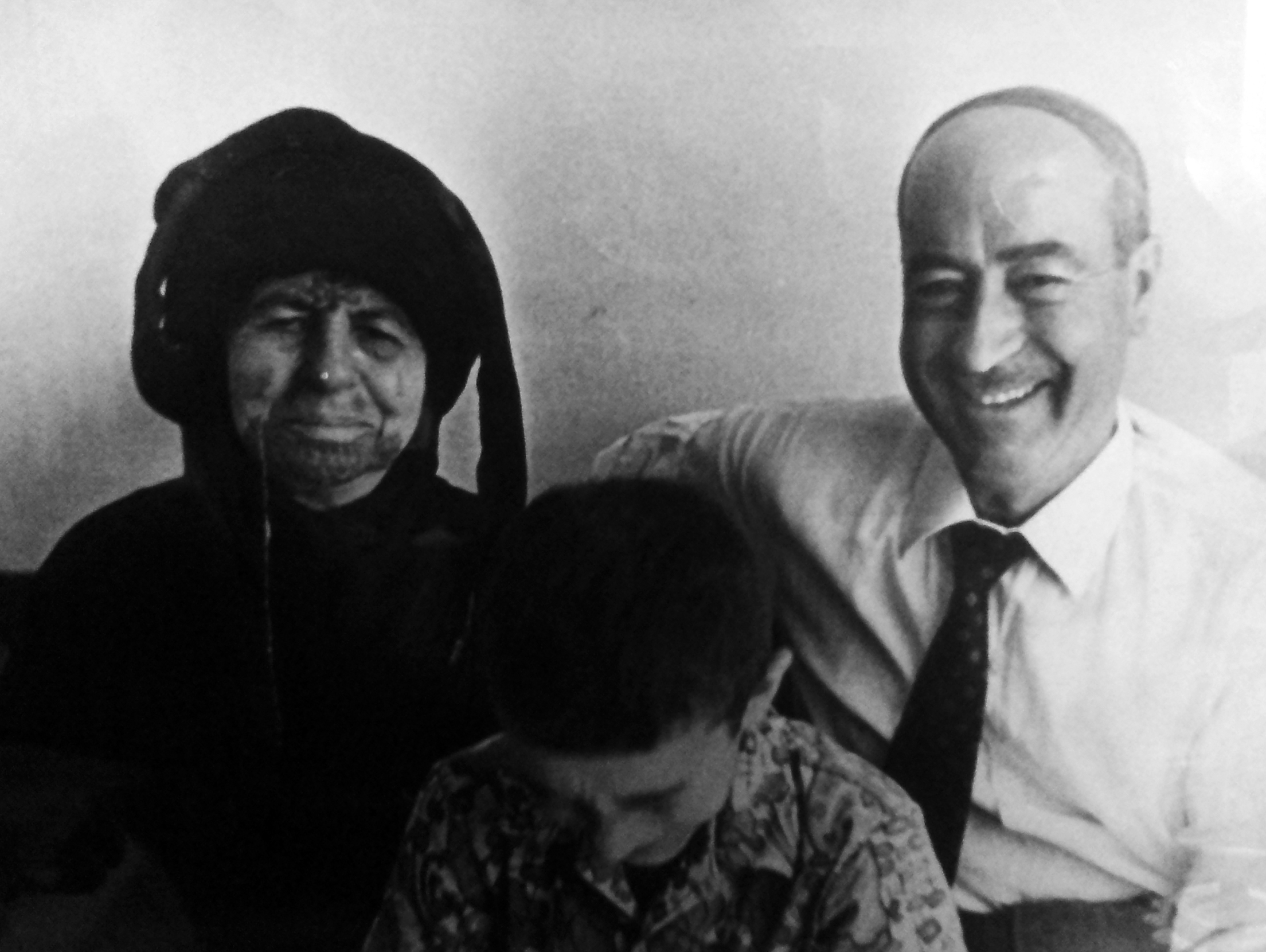
موسى مع والدته فرحة الناصر بالزي التقليدي أغسطس 1972.

ولد سليمان الموسى لعائلة مسيحية في عام 1919 في قرية الرافيد المطلة على نهر اليرموك والواقعة على بعد 20 كم شمال إربد، توفي والده مبكرًا عندما كان في السادسة من عمره،  وعاش حياة بسيطة في القرية التي تعتمد على الزراعة بشكل أساسي. 
تلقى تعليمه الابتدائي من علماء الدين، وانتقل إلى مدرسة صغيرة تعرف باسم الطائفة لمدة ثلاث سنوات، ثم درس في مدرسة حكومية في الحصن، حيث أقام مع أقاربه حتى مايو 1934، وعندما لم يتمكن من الاستمرار في المدرسة الثانوية بسبب دخل الأسرة المحدود، تولّى مهنة التدريس في مدرسة إربد في السادسة عشر من عمره. 

### شبابه
في عام 1936 سافر إلى مدينة حيفا في فلسطين حيث بدأ العمل لأول مرة. وبعد عودته إلى إربد واستئنافه مهنة التدريس لفترة وجيزة، قرر أن يسافر إلى يافا بالقطار الذي كان يربطها بدمشق وكان جزءاً من سكة حديد الحجاز التي بنتها الدولة العثمانية. وكان لهذه الرحلة أثر كبير على حياته الثقافية حيث بدأ حينها في استعارة وشراء الكتب والروايات من المكتبات المجاورة وإشباع شغفه بالقراءة. تعلم اللغة الإنجليزية تدريجياً باستخدام القواميس، ونشر العديد من المقالات في الصحف الفلسطينية بالإضافة إلى العديد من القصص القصيرة في عام 1938. ومع مرور الوقت وجد نفسه يميل أكثر نحو كتب الأدب والشعر وتزايد افتتانه بالتاريخ.
عاد عام 1939 إلى الرفيد حيث واصل العمل في مجال التعليم قبل أن يصبح موظفاً في شركة نفط العراق في المفرق. وفي عام 1943 أوفى بالتزام كبير وتزوج من جورجيت نصير التي التقى بها في زيارة إلى الناصرة. قضى موسى خمسة عشر عاماً في المفرق، وتوقفت إصداراته بسبب البيئة الأمية غير الملائمة التي مر بها، رغم أنه تمكن من نشر بعض القصص القصيرة والمقالات والترجمات.

## عمله الوظيفي
عمل بداية في التدريس، واشتغل بعدها سنوات عدّة في مجالات مختلفة. وفي عام 1957 م التحق بالخدمة في جهاز الحكومة الأردنية، موظفاً في الإذاعة الأردنية، ثم في دائرة المطبوعات والنشر، ومستشاراً ثقافياً في وزارة الإعلام، ثم في وزارة الثقافة والشباب، وأخيراً مستشاراً ثقافياً لأمين عمان الكبرى بين العامين 1984 و 1988. ترأّس تحرير عدة مجلات، مثل: مجلة رسالة الأردن، ومجلة أفكار، وغيرها.

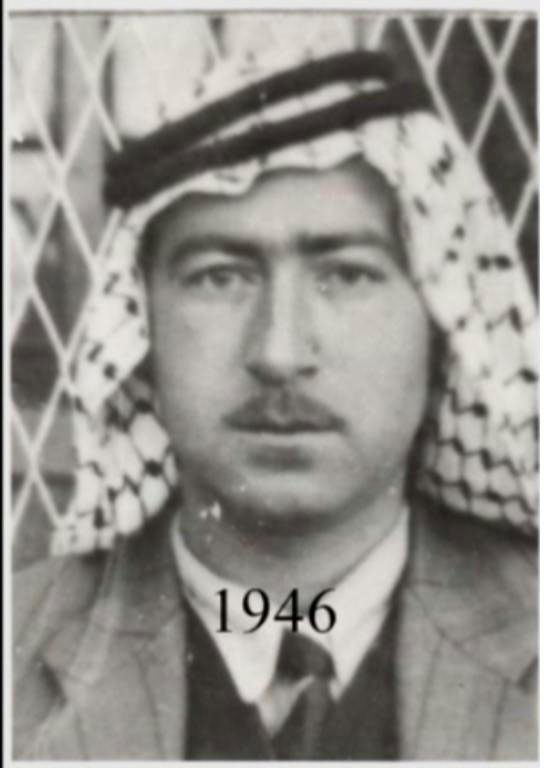
سليمان موسى 1946

## كاتب ومؤرخ
صدر كتاب موسى الأول الحسين بن علي والثورة العربية الكبرى عام 1957 حيث كتبه عندما كان المؤلف مقيماً في يافا بفلسطين في أوائل عام 1939، عندما كان عمره تسعة عشر عاماً فقط. وتمت طباعة هذا الكتاب بعد ما يقرب من سبعة عشر عاما من كتابته.
ومن أبرز أعمال سليمان موسى "ت.ي. لورنس: وجهة نظر عربية"، والذي ترجم إلى الإنجليزية والفرنسية واليابانية. وكانت هذه نقطة تحول للكاتب موسى أوصلته إلى الشهرة العالمية. وأظهر وجهة نظر العرب في معارك وأحداث الثورة العربية الكبرى، وجاء أيضاً رداً على الكتاب البريطاني الذي ألفه لورنس نفسه والذي لم يعط العرب حقهم كاملاً. ويبين المؤلف أن العرب قاتلوا بأعداد كبيرة في الثورة القتالية ضد الحكم التركي من أجل الاستقلال والحرية، وأنهم هم الذين قاتلوا وناضلوا، بينما لورنس كان مجرد ضابط مثل أي ضابط آخر في الجيش البريطاني.
وأثناء إقامة المؤلف في يافا عام 1937 امتدت أنشطته إلى كتب التاريخ الإنجليزية والعربية، واشترى عدة كتب باللغة الإنجليزية أهمها أعمدة الحكمة السبعة للورانس والصحوة العربية لجورج أنطونيوس. والذي ظهر في طبعته الأولى عام 1938.
كتب موسى عن اهتمامه باللغة الإنجليزية:
«"لا شك أن الكاتب العربي يجب أن يعرف لغة ما - إلى جانب لغته الأم - إذا أراد أن يواكب ثقافات العالم ويتفاعل معها."»

### تي.إي. لورنس: وجهة نظر عربية

"تي.إي. لورنس: وجهة نظر عربية" الكتاب الوحيد الذي يوضح وجهة النظر العربية حول لورنس العرب.

ومن المقالات التي كتبها سليمان موسى في يافا والتي أثارت اهتماماً واسعاً مقالاً نشره باسم "لورنس في الميزان" في مجلة الآداب (نوفمبر 1955) والتي ناقشت الكتاب الذي ألفه ريتشارد ألدينغتون بعنوان لورنس العرب: استفسار عن السيرة الذاتية، والذي ظهر في بريطانيا في وقت سابق من ذلك العام. وجاءت فكرة تأليف كتاب يتناول الموضوع بشكل متكامل من وجهة نظر عربية، نتيجة للنجاح الذي لاقاه المقال المكون من ثماني صفحات.
وبعد خمس سنوات صدرت الطبعة العربية الأولى من الكتاب باسم تي.إي. لورانس: رؤية عربية (لورنس والعرب: وجهة نظر عربية) تلتها ترجمات إلى الإنجليزية عام 1966 وإلى الفرنسية عام 1973 واليابانية عام 1988. وقد ترجم الكتاب إلى الإنجليزية الدكتور ألبرت بطرس أستاذ اللغة الإنجليزية بجامعة الأردن. واستخدمت في كتابته العديد من المراجع العربية والغربية. وزار موسى كبار الكتاب الغربيين ومن بينهم الأستاذان كولن ويلسون وجيريمي ويلسون. وحتى يومنا هذا يظل كتابه هو الكتاب الوحيد الذي يوضح وجهة النظر العربية. ولقد ترك أثرًا عميقًا على جميع الباحثين المهتمين بلورنس. ومن هنا نال الكتاب شهرة عالمية وأصبح مرجعاً للباحثين في موضوع لورنس والثورة العربية الكبرى.
إن تدريسه في الجامعات العربية والأجنبية بما فيها جامعة أكسفورد في بريطانيا هو علامة أكيدة على النجاح والاهتمام الذي حظي به هذا الكتاب. ولقد كان البروفيسور يوجين روغان من جامعة أكسفورد هو الذي قال في خطاب ألقاه في يوليو 2000:«"لفت سليمان موسى انتباه القراء الغربيين عندما نشر كتابه الشهير "تي إي لورانس: وجهة نظر عربية". وبالفعل فإن أساتذة تاريخ الشرق الأوسط في الدول الغربية يعتبرون كتب موسى مادة بحثية قيمة. ويعتبر كتاب «أيام لا تنسى: الأردن في حرب 1948» أفضل كتاب كتب باللغة العربية عن حرب 1948... وأتمنى أن يستمر الباحثون الغربيون في التعبير عن امتنانهم لسليمان موسى على الفضل الذي قدمه لهم. 
"بدءًا بنقطة استدلاله تاريخ الأردن، الذي كتبه عام 1985... مرورًا بقائمة طويلة من الكتب والمقالات العلمية المكتوبة باللغتين العربية والإنجليزية، نادرًا ما يشرع المؤرخ الغربي للمنطقة في موضوع جديد دون أن يجد أن سليمان موسى لقد كان هناك أولا. وبهذا المعنى، نحن جميعاً تلاميذ سليمان موسى... ولذا، بالنيابة عن زملائي الغربيين، أود أن أقدم كلمة التقدير هذه إلى أستاذ التاريخ الأردني العظيم.»

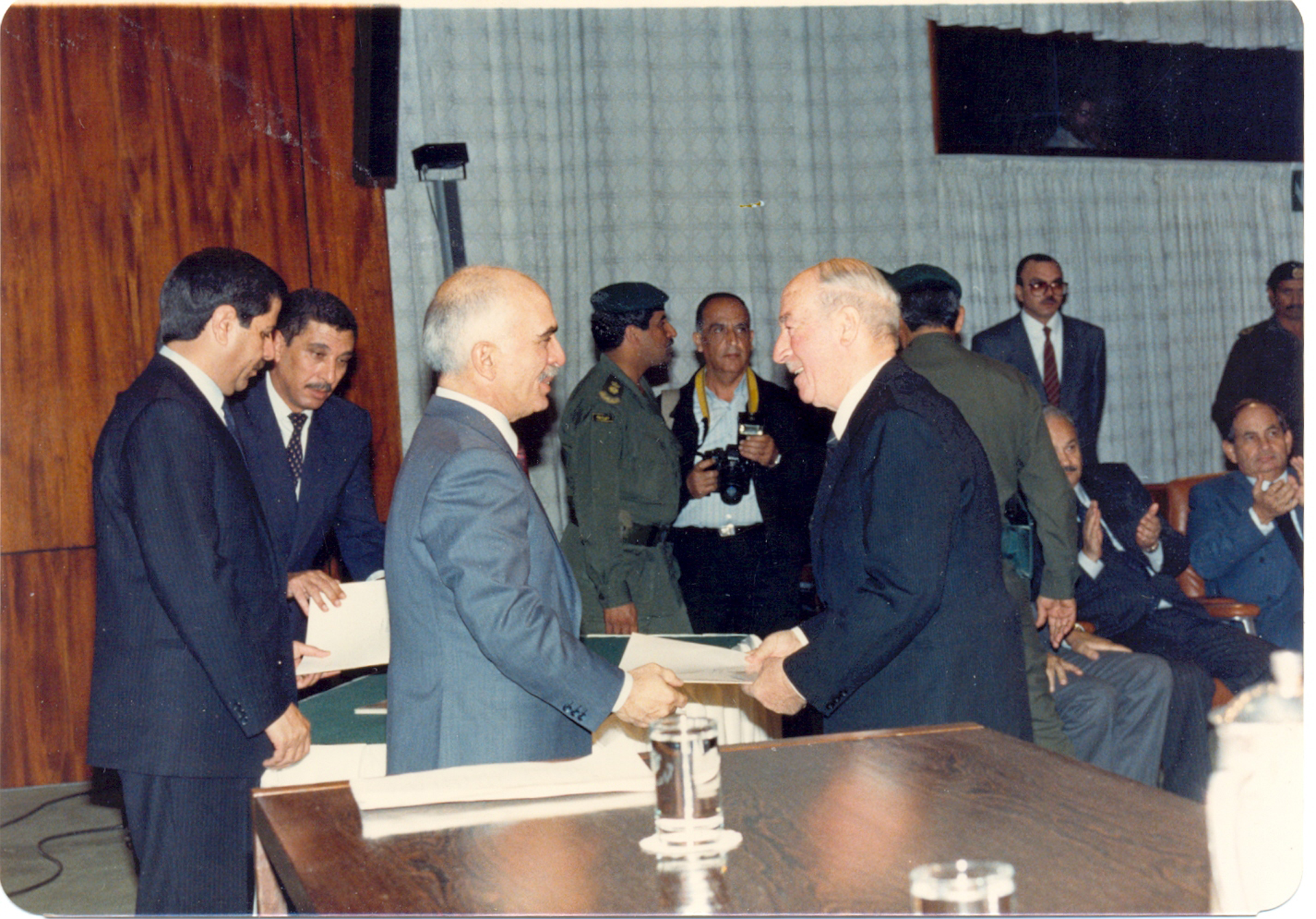
موسى (يمين) مع الحسين بن طلال (وسط) ملك الأردن آنذاك

### دوليًا ومحليًا
سليمان موسى بالإضافة إلى كونه باحثًا معروفًا حقق اختراقًا فكريًا وفي العالم العربي، كان أيضًا مؤلفًا محليًا "شعبيًا". كتب في أربعة مواضيع رئيسية: السيرة الذاتية، وتاريخ الأردن، وتاريخ الثورات العربية وكتابات في الأدب والقصص القصيرة، إضافة إلى الترجمات العربية والعديد من الكتب المبسطة الموجهة للشباب. حيث اعتمد موسى على العديد من المصادر العربية والبريطانية والأجنبية المتنوعة.
ذهب إلى مكتب السجلات العامة في المملكة المتحدة عام 1974 وأمضى أربعة أشهر في البحث عن الوثائق المتعلقة بالأردن. ولذلك تعتبر مؤلفاته مراجع لا غنى عنها لكثير من الطلاب والباحثين.
وقد حصل موسى على العديد من الجوائز تقديراً لإسهاماته في التاريخ الأردني والعربي منها: وسام الاستقلال عام 1971، وجائزة الملك عبد الله الأول للبحث في الحضارة الإسلامية عام 1988، وجائزة الدولة التشجيعية عام 1990، ووسام الحسين المتميز من الدرجة الأولى. ووسام المؤلف العربي بعد وفاته عام 2008.

## مؤلفاته
يعد سليمان الموسى ممن ساهموا بتأريخ الأردن الحديث في القرن العشرين. وتعد كتاباته توثيقا للأردن بدءًا من الإمارة وحتى المملكة الحديثة، وقد غطّت مؤلفاته الثورة العربية الكبرى، بالإضافة للعديد من الكتابات عن رجالات الأردن الحديث. ومن بين مؤلفاته العديدة:
- «أعلام من الأردن»، عمان، الأردن، 1986. [25]
- غريبون في بلاد العرب.
- «تأسيس الإمارة الأردنية 1921 - 1925 : دراسة وثائقية شاملة بمناسبة مرور خمسين سنة على تأسيس الدولة الأردنية»، جمعية عمال المطابع التعاونية، عمان، 1971. [26]
- «أيام لا تنسى : الأردن في حرب 1948»، مطابع القوات المسلحة الأردنية، 1982. [27]
- «إمارة شرقي الأردن : نشأتها وتطورها في ربع قرن 1921-1946 م»، لجنة تاريخ الأردن، 1990. [28]
- «الوجه الآخر : كتاب ومؤرخون في كل واد يهيمون»، دار ورد الأردنية للنشر والتوزيع، 2010. [29]
- خطوات على الطريق.
- «آثار الأردن»، تأليف لانكستر هاردنج، ترجمة سليمان موسى، اللجنة الأردنية للتعريب والترجمة والنشر، 1965. [30]
- «ثمانون : رحلة الأيام والأعوام»، المؤسسة العربية للدراسات والنشر، 2002. [31]
- «وجوه وملامح؛ صور شخصية لبعض رجال السياسة والقلم (الجزء الأول والجزء الثاني)»، وزارة الثقافة، 1994. [32]
- «صفحات من تاريخ الأردن الحديث؛ أضواء على الوثائق البريطانية 1946 - 1952»، دار ورد الأردنية للنشر والتوزيع، 2011، عدد الصفحات:240. [33]
- «دراسات في تاريخ الأردن الحديث»، وزارة الثقافة، 1999. [34]
- «رحلات في الأردن وفلسطين»، دائرة الثقافة والفنون، 1987. [35]
- «أعلام من الأردن : دراسة في التاريخ السياسي الحديث»، المؤسسة الصحفية الأردنية، 1993. [36]
- «صور من البطولة»، دار ورد الأردنية للنشر والتوزيع، 2011، عدد الصفحات:248. [37]
- «الحركة العربية - سيرة المرحلة الأولى للنهضة العربية الحديثة (1908 - 1924)»، دار ورد الأردنية للنشر والتوزيع، 2013. [38]
- «تاريخ الأردن في القرن العشرين 1985 - 1995 (الجزء الثاني)»، دار ورد الأردنية للنشر والتوزيع، 2014. [39]
- «تاريخ الأردن في القرن العشرين 1958 - 1995»، مكتبة المحتسب، 1996، عدد الصفحات:721. [40]
- «تاريخ الأردن في القرن العشرين 1900 - 1959»، مكتبة المحتسب، 1988، عدد الصفحات:721. [41]
- «لورنس والعرب وجهة نظر عربية»، دار ورد الأردنية للنشر والتوزيع السلسلة: الأعمال الكاملة - سليمان الموسى، 2010، عدد الصفحات:432. [42]
- «عمان عاصمة الأردن»، دار الكندي للنشر والتوزيع السلسلة: مختارات أدبية، 2003، عدد الصفحات:219. [43]
- «تاريخ الأردن السياسي المعاصر : (حزيران 1967-1995 م)»، لجنة تاريخ الأردن، 1998. [44]
- «الزوجة المثالية : وقصص أخرى»، دار النسر للنشر والتوزيع، 1991.[45]
- «الحسين بن علي : باعث النهضة العربية الحديثة»، وزارة الشباب، 1995. [46]
- «صفحات مطوية : مفاوضات المعاهدة بين الشريف حسين وبريطانيا، 1920 - 1924»، وزارة الثقافة والشباب، المملكة الأردنية الهاشمية، 1977.[47]

### الثورة العربية الكبرى
- «الثورة العربية الكبرى وثائق وأسانيد»، دائرة الثقافة والفنون، 1966. [48]
- «الثورة العربية الكبرى : دراسات للتثقيف الشبابي»، أمانة عمان الكبرى، 2016. [49]
- «في سبيل الحرية : قصة الثورة العربية الكبرى»، المؤسسة الصحفية الأردنية، 1982.[50]
- «المراسلات التاريخية : الثورة العربية الكبرى»، مطبعة القوات المسلحة الأردنية، 1973. [51]
- «الثورة العربية الكبرى : الحرب في الأردن 1917-1918، مذكرات الأمير زيد»، مطبعة القوات المسلحة الأردنية، 1976. [52]
- «الثورة العربية الكبرى : الحرب في الحجاز 1916-1918»، 1989. [53]
- «من تاريخنا الحديث : الثورة العربية الكبرى»، وزارة الثقافة، 2007. [54]
- «الحسين بن على : والثورة العربية الكبرى»، دار النشر والتوزيع والتعهدات، 1957. [55]

## تكريمه ووفاته

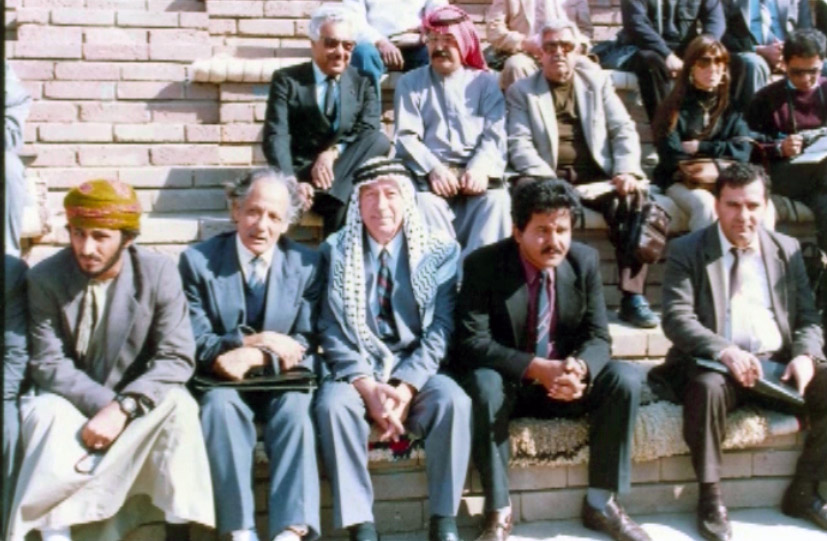
سليمان الموسى مع مجموعة من المثققين خلال احتفال إربد الشعري في البصرة- العراق -1988

توفي سليمان الموسى في 9 يونيو 2008 عن حياة حافلة بالعطاء والإبداع في عمان بالأردن، وذلك قبل يومين من عيد ميلاده التاسع والثمانين. وقد توفي بسبب قصور القلب الاحتقاني. وشارك في الدفن والتشييع مسؤولون ثقافيون وممثلون عن جلالة الملك عبد الله الثاني ملك الأردن ووزارة الثقافة ووسائل الإعلام وغيرهم ممن أشادوا بإسهاماته في مختلف المجالات الإبداعية. وقد استقبل جلالة الملك عبد الله الثاني بن الحسين الأستاذ الموسى قبل فترة وجيزة من وفاته، وأهدى الملك بعض مؤلفاته. وفي 11 أغسطس 2008، أقامت وزارة الثقافة حفل تأبين كبير، ألقت فيه بعض الشخصيات كلمات عن الفقيد، إضافة إلى كلمة آل الفقيد، ومعرض صور شخصية عن الفقيد في القاعة الخارجية بالمركز الثقافي الملكي، وفيلم وثائقي عن الراحل.

## التقدير بعد وفاته
على الرغم من أن سليمان موسى حصل على العديد من الجوائز والأوسمة خلال حياته، إلا أنه تم إطلاق العديد من المشاريع بعد وفاته تقديراً للمساهمات التي قدمها في التاريخ الأردني والشرق الأوسطي والعالمي. ومن أبرز هذه المشاريع إنشاء مكتبة سليمان موسى في أمانة عمان الكبرى، وإعادة نشر أعماله الكاملة على عدة مراحل "بهدف تعريف الجيل الجديد بالتاريخ". كما حصل موسى على وسام المؤلف العربي عام 2008 بعد وفاته.

### مكتبة سليمان موسى
في 11 تشرين الثاني (نوفمبر) 2009 تم افتتاح مكتبة مخصصة لتاريخ الأردن تحت اسم سليمان موسى، وتقع في مركز الحسين الثقافي التابع لأمانة عمان الكبرى، نيابة عن أمين عمان الأسبق عمر المعاني.
تنقسم المكتبة إلى عدة أقسام قسم للعناوين المتعلقة بتاريخ الأردن باللغات العربية والإنجليزية والفرنسية. وخصص قسم آخر لكتب ومقتنيات سليمان موسى الشخصية، بالإضافة إلى بعض الوثائق التي كان يجمعها أثناء عمله في الكتابة والتي تبرعت بها عائلته للمكتبة. وفي حفل التدشين أشار نائب مدير المدينة للشؤون الثقافية والاجتماعية والرياضية هيثم جوينات إلى تميز المكتبة الجديدة، وقال إنها ستكون مفتوحة لكل المهتمين من القراء والباحثين، مشيراً إلى أن أمانة عمان خصصت وقتاً طويلاً لتزويدها بالعديد من المرافق بما في ذلك شبكة الإنترنت المحلية (LAN) وتوفير المجلات والصحف العالمية.
تستقبل المكتبة بانتظام زوارًا من المدارس والجامعات لتعريفهم بتاريخ الشرق الأوسط من خلال الأفلام الوثائقية والصور وموارد المكتبة. وقد تم بالفعل عقد العديد من الندوات والمؤتمرات العلمية في المكتبة. وهدفها أن تصبح أحد المشاريع التنموية والاقتصادية المهمة في الأردن، ومكاناً لإطلاق الكتب المتعلقة بالتاريخ العربي وتاريخ الأردن.

## وصلات خارجية
- سليمان الموسى.. أول من أرخ للأردن